# Danh sách cầu thủ tham dự Cúp bóng đá Đông Á 2015
Đây là các đội hình tham dự Cúp bóng đá Đông Á 2015, tổ chức ở Trung Quốc. Mỗi đội hình có 23 cầu thủ, trong đó có 3 thủ môn.

## Trung Quốc[1][2]
Huấn luyện viên:  Alain Perrin

| Số | VT | Cầu thủ             | Ngày sinh (tuổi)            | Trận | Bàn | Câu lạc bộ           |
| -- | -- | ------------------- | --------------------------- | ---- | --- | -------------------- |
| 1  | TM | Zeng Cheng          | 8 tháng 1, 1987 (28 tuổi)   | 30   | 0   | Guangzhou Evergrande |
| 12 | TM | Yan Junling         | 28 tháng 1, 1991 (24 tuổi)  | 2    | 0   | Shanghai SIPG        |
| 23 | TM | Wang Dalei          | 10 tháng 1, 1989 (26 tuổi)  | 15   | 0   | Shandong Luneng      |
|    |    |                     |                             |      |     |                      |
| 2  | HV | Ren Hang            | 23 tháng 2, 1989 (26 tuổi)  | 15   | 0   | Jiangsu Sainty       |
| 3  | HV | Lei Tenglong        | 17 tháng 1, 1991 (24 tuổi)  | 0    | 0   | Beijing Guoan        |
| 4  | HV | Wang Tong           | 12 tháng 2, 1993 (22 tuổi)  | 0    | 0   | Shandong Luneng      |
| 5  | HV | Yu Yang             | 6 tháng 8, 1989 (25 tuổi)   | 7    | 0   | Guangzhou R&F        |
| 6  | HV | Feng Xiaoting       | 22 tháng 10, 1985 (29 tuổi) | 45   | 0   | Guangzhou Evergrande |
| 13 | HV | Liu Jianye          | 17 tháng 6, 1987 (28 tuổi)  | 41   | 0   | Jiangsu Sainty       |
| 14 | HV | Ji Xiang            | 1 tháng 3, 1990 (25 tuổi)   | 5    | 0   | Jiangsu Sainty       |
| 17 | HV | Rao Weihui          | 25 tháng 3, 1989 (26 tuổi)  | 1    | 0   | Guizhou Renhe        |
|    |    |                     |                             |      |     |                      |
| 7  | TV | Wu Lei              | 19 tháng 11, 1991 (23 tuổi) | 27   | 5   | Shanghai SIPG        |
| 8  | TV | Cai Huikang         | 10 tháng 10, 1989 (25 tuổi) | 12   | 0   | Shanghai SIPG        |
| 10 | TV | Zheng Zhi (captain) | 20 tháng 8, 1980 (34 tuổi)  | 85   | 15  | Guangzhou Evergrande |
| 11 | TV | Wang Yongpo         | 19 tháng 1, 1987 (28 tuổi)  | 8    | 4   | Shandong Luneng      |
| 15 | TV | Wu Xi               | 19 tháng 2, 1989 (26 tuổi)  | 26   | 2   | Jiangsu Sainty       |
| 16 | TV | Sun Ke              | 26 tháng 8, 1989 (25 tuổi)  | 26   | 7   | Jiangsu Sainty       |
| 19 | TV | Liu Binbin          | 16 tháng 6, 1993 (22 tuổi)  | 3    | 0   | Shandong Luneng      |
| 20 | TV | Zhang Chiming       | 7 tháng 1, 1989 (26 tuổi)   | 2    | 0   | Beijing Guoan        |
| 21 | TV | Yu Hai              | 4 tháng 6, 1987 (28 tuổi)   | 55   | 10  | Shanghai SIPG        |
|    |    |                     |                             |      |     |                      |
| 9  | TĐ | Yang Xu             | 12 tháng 2, 1987 (28 tuổi)  | 37   | 17  | Shandong Luneng      |
| 18 | TĐ | Gao Lin             | 14 tháng 2, 1986 (29 tuổi)  | 83   | 18  | Guangzhou Evergrande |
| 22 | TĐ | Yu Dabao            | 18 tháng 4, 1988 (27 tuổi)  | 27   | 9   | Beijing Guoan        |

## Nhật Bản[3]
Huấn luyện viên:  Vahid Halilhodžić

| Số | VT | Cầu thủ                    | Ngày sinh (tuổi)            | Trận | Bàn | Câu lạc bộ          |
| -- | -- | -------------------------- | --------------------------- | ---- | --- | ------------------- |
| 1  | TM | Masaaki Higashiguchi       | 12 tháng 5, 1986 (29 tuổi)  | 0    | 0   | Gamba Osaka         |
| 12 | TM | Shūsaku Nishikawa          | 18 tháng 6, 1986 (29 tuổi)  | 15   | 0   | Urawa Red Diamonds  |
| 23 | TM | Yūji Rokutan               | 10 tháng 4, 1987 (28 tuổi)  | 0    | 0   | Vegalta Sendai      |
|    |    |                            |                             |      |     |                     |
| 3  | HV | Kōsuke Ōta                 | 23 tháng 7, 1987 (28 tuổi)  | 5    | 0   | FC Tokyo            |
| 4  | HV | Hiroki Mizumoto            | 12 tháng 9, 1985 (29 tuổi)  | 6    | 0   | Sanfrecce Hiroshima |
| 5  | HV | Tomoaki Makino             | 11 tháng 5, 1987 (28 tuổi)  | 17   | 2   | Urawa Red Diamonds  |
| 6  | HV | Masato Morishige (captain) | 21 tháng 5, 1987 (28 tuổi)  | 23   | 1   | FC Tokyo            |
| 14 | HV | Hiroki Fujiharu            | 28 tháng 11, 1988 (26 tuổi) | 1    | 0   | Gamba Osaka         |
| 15 | HV | Daiki Niwa                 | 16 tháng 1, 1986 (29 tuổi)  | 0    | 0   | Gamba Osaka         |
| 21 | HV | Wataru Endo                | 9 tháng 2, 1993 (22 tuổi)   | 0    | 0   | Shonan Bellmare     |
| 22 | HV | Koki Yonekura              | 17 tháng 5, 1988 (27 tuổi)  | 0    | 0   | Gamba Osaka         |
|    |    |                            |                             |      |     |                     |
| 2  | TV | Shōgo Taniguchi            | 15 tháng 7, 1991 (24 tuổi)  | 1    | 0   | Kawasaki Frontale   |
| 7  | TV | Gaku Shibasaki             | 28 tháng 5, 1992 (23 tuổi)  | 8    | 3   | Kashima Antlers     |
| 8  | TV | Naoyuki Fujita             | 22 tháng 6, 1987 (28 tuổi)  | 0    | 0   | Sagan Tosu          |
| 16 | TV | Hotaru Yamaguchi           | 6 tháng 10, 1990 (24 tuổi)  | 17   | 0   | Cerezo Osaka        |
| 17 | TV | Takuji Yonemoto            | 3 tháng 12, 1990 (24 tuổi)  | 2    | 0   | FC Tokyo            |
| 18 | TV | Yūki Mutō                  | 7 tháng 11, 1988 (26 tuổi)  | 0    | 0   | Urawa Red Diamonds  |
|    |    |                            |                             |      |     |                     |
| 9  | TĐ | Kensuke Nagai              | 5 tháng 3, 1989 (26 tuổi)   | 3    | 0   | Nagoya Grampus      |
| 10 | TĐ | Shinzō Kōroki              | 31 tháng 7, 1986 (29 tuổi)  | 12   | 0   | Urawa Red Diamonds  |
| 11 | TĐ | Takashi Usami              | 6 tháng 5, 1992 (23 tuổi)   | 4    | 1   | Gamba Osaka         |
| 13 | TĐ | Shū Kurata                 | 26 tháng 11, 1988 (26 tuổi) | 0    | 0   | Gamba Osaka         |
| 19 | TĐ | Takuma Asano               | 10 tháng 11, 1994 (20 tuổi) | 0    | 0   | Sanfrecce Hiroshima |
| 20 | TĐ | Kengo Kawamata             | 14 tháng 10, 1989 (25 tuổi) | 2    | 1   | Nagoya Grampus      |

## CHDCND Triều Tiên
Huấn luyện viên:  Kim Chang-bok

| Số | VT | Cầu thủ         | Ngày sinh (tuổi)            | Trận | Bàn | Câu lạc bộ        |
| -- | -- | --------------- | --------------------------- | ---- | --- | ----------------- |
| 1  | TM | Ri Myong-guk    | 9 tháng 9, 1986 (28 tuổi)   | 68   | 0   | Pyongyang City    |
| 18 | TM | Ri Kwang-il     | 13 tháng 4, 1988 (27 tuổi)  | 3    | 0   | April 25          |
| 21 | TM | Kim Il-gwang    | 27 tháng 2, 1992 (23 tuổi)  | 0    | 0   | Kigwancha         |
|    |    |                 |                             |      |     |                   |
| 2  | HV | Jang Song-hyok  | 18 tháng 1, 1991 (24 tuổi)  | 20   | 4   | Rimyongsu         |
| 3  | HV | Jang Kuk-chol   | 16 tháng 2, 1994 (21 tuổi)  | 15   | 3   | Hwaebul           |
| 5  | HV | Han Song-hyok   | 11 tháng 12, 1987 (27 tuổi) | 2    | 0   | Hwaebul           |
| 6  | HV | Kang Kuk-chol   | 1 tháng 7, 1990 (25 tuổi)   | 13   | 0   | Pyongyang City    |
| 12 | HV | Jon Kwang-ik    | 5 tháng 4, 1988 (27 tuổi)   | 44   | 2   | Amrokgang         |
| 13 | HV | Sim Hyon-jin    | 1 tháng 1, 1991 (24 tuổi)   | 10   | 0   | Sobaeksu          |
| 15 | HV | Ri Yong-chol    | 18 tháng 1, 1991 (24 tuổi)  | 7    | 0   | Kyonggongop       |
|    |    |                 |                             |      |     |                   |
| 4  | TV | Ri Sang-chol    | 26 tháng 12, 1990 (24 tuổi) | 5    | 2   | Amrokgang         |
| 11 | TV | Jong Il-gwan    | 30 tháng 10, 1992 (22 tuổi) | 31   | 6   | Rimyongsu         |
| 14 | TV | So Kyong-jin    | 8 tháng 1, 1994 (21 tuổi)   | 5    | 0   | Sobaeksu          |
| 16 | TV | Ro Hak-su       | 19 tháng 1, 1990 (25 tuổi)  | 18   | 3   | Rimyongsu         |
| 17 | TV | So Hyon-uk      | 17 tháng 4, 1992 (23 tuổi)  | 10   | 1   | April 25          |
| 22 | TV | Ri Yong-jik     | 8 tháng 2, 1991 (24 tuổi)   | 4    | 0   | V-Varen Nagasaki  |
| 23 | TV | Ri Chol-myong   | 18 tháng 2, 1988 (27 tuổi)  | 39   | 7   | Pyongyang City    |
|    |    |                 |                             |      |     |                   |
| 7  | TĐ | Ri Hyok-chol    | 14 tháng 10, 1985 (29 tuổi) | 10   | 4   | Rimyongsu         |
| 8  | TĐ | Kim Yong-gwang  | 18 tháng 9, 1992 (22 tuổi)  | 0    | 0   | Hwaebul           |
| 9  | TĐ | Pak Kwang-ryong | 27 tháng 9, 1992 (22 tuổi)  | 18   | 4   | FC Biel-Bienne    |
| 10 | TĐ | An Byong-jun    | 22 tháng 5, 1990 (25 tuổi)  | 4    | 0   | Kawasaki Frontale |
| 19 | TĐ | Hong Kum-song   | 3 tháng 6, 1990 (25 tuổi)   | 8    | 1   | April 25          |
| 20 | TĐ | Pak Hyon-il     | 21 tháng 9, 1993 (21 tuổi)  | 2    | 0   | Amrokgang         |

## Hàn Quốc
Huấn luyện viên:  Uli Stielike

| Số | VT | Cầu thủ         | Ngày sinh (tuổi)            | Trận | Bàn | Câu lạc bộ              |
| -- | -- | --------------- | --------------------------- | ---- | --- | ----------------------- |
| 1  | TM | Kim Seung-gyu   | 30 tháng 9, 1990 (24 tuổi)  | 12   | 0   | Ulsan Hyundai           |
| 21 | TM | Gu Sung-yun     | 27 tháng 6, 1994 (21 tuổi)  | 0    | 0   | Consadole Sapporo       |
| 23 | TM | Lee Bum-young   | 2 tháng 4, 1989 (26 tuổi)   | 1    | 0   | Busan IPark             |
|    |    |                 |                             |      |     |                         |
| 2  | HV | Jeong Dong-ho   | 7 tháng 3, 1990 (25 tuổi)   | 3    | 0   | Ulsan Hyundai           |
| 3  | HV | Hong Chul       | 17 tháng 9, 1990 (24 tuổi)  | 5    | 0   | Suwon Samsung Bluewings |
| 4  | HV | Kim Ju-young    | 9 tháng 7, 1988 (27 tuổi)   | 8    | 0   | Shanghai SIPG           |
| 5  | HV | Kim Kee-hee     | 13 tháng 7, 1989 (26 tuổi)  | 9    | 0   | Jeonbuk Hyundai Motors  |
| 13 | HV | Lee Ju-yong     | 26 tháng 9, 1992 (22 tuổi)  | 1    | 0   | Jeonbuk Hyundai Motors  |
| 14 | HV | Kim Min-hyeok   | 27 tháng 2, 1992 (23 tuổi)  | 0    | 0   | Sagan Tosu              |
| 15 | HV | Rim Chang-woo   | 13 tháng 2, 1992 (23 tuổi)  | 0    | 0   | Ulsan Hyundai           |
| 19 | HV | Kim Young-gwon  | 27 tháng 2, 1990 (25 tuổi)  | 35   | 2   | Guangzhou Evergrande    |
|    |    |                 |                             |      |     |                         |
| 6  | TV | Jung Woo-young  | 14 tháng 12, 1989 (25 tuổi) | 2    | 0   | Vissel Kobe             |
| 7  | TV | Kim Min-woo     | 25 tháng 2, 1990 (25 tuổi)  | 11   | 1   | Sagan Tosu              |
| 8  | TV | Ju Se-jong      | 30 tháng 10, 1990 (24 tuổi) | 1    | 0   | Busan IPark             |
| 10 | TV | Lee Jong-ho     | 24 tháng 2, 1992 (23 tuổi)  | 0    | 0   | Jeonnam Dragons         |
| 11 | TV | Lee Yong-jae    | 8 tháng 6, 1991 (24 tuổi)   | 2    | 1   | V-Varen Nagasaki        |
| 12 | TV | Kim Seung-dae   | 1 tháng 4, 1991 (24 tuổi)   | 0    | 0   | Pohang Steelers         |
| 16 | TV | Lee Chan-dong   | 10 tháng 1, 1993 (22 tuổi)  | 0    | 0   | Gwangju FC              |
| 17 | TV | Lee Jae-sung    | 10 tháng 8, 1992 (22 tuổi)  | 4    | 2   | Jeonbuk Hyundai Motors  |
| 20 | TV | Jang Hyun-soo   | 28 tháng 9, 1991 (23 tuổi)  | 16   | 0   | Guangzhou R&F           |
| 22 | TV | Kwon Chang-hoon | 30 tháng 6, 1994 (21 tuổi)  | 0    | 0   | Suwon Samsung Bluewings |
|    |    |                 |                             |      |     |                         |
| 9  | TĐ | Kim Shin-wook   | 14 tháng 4, 1988 (27 tuổi)  | 29   | 3   | Ulsan Hyundai           |
| 18 | TĐ | Lee Jeong-hyeop | 24 tháng 6, 1991 (24 tuổi)  | 11   | 4   | Sangju Sangmu           |